# PTPRCAP
PTPRCAP (англ. Protein tyrosine phosphatase, receptor type C associated protein) – білок, який кодується однойменним геном, розташованим у людей на короткому плечі 11-ї хромосоми. Довжина поліпептидного ланцюга білка становить 206 амінокислот, а молекулярна маса — 21 196.
| 10         |  | 20         |  | 30         |  | 40         |  | 50         |
| ---------- |  | ---------- |  | ---------- |  | ---------- |  | ---------- |
| MALPCTLGLG |  | MLLALPGALG |  | SGGSAEDSVG |  | SSSVTVVLLL |  | LLLLLLATGL |
| ALAWRRLSRD |  | SGGYYHPARL |  | GAALWGRTRR |  | LLWASPPGRW |  | LQARAELGST |
| DNDLERQEDE |  | QDTDYDHVAD |  | GGLQADPGEG |  | EQQCGEASSP |  | EQVPVRAEEA |
| RDSDTEGDLV |  | LGSPGPASAG |  | GSAEALLSDL |  | HAFAGSAAWD |  | DSARAAGGQG |
| LHVTAL     |  |            |  |            |  |            |  |            |

A: Аланін

C: Цистеїн

D: Аспарагінова кислота

E: Глутамінова кислота

F: Фенілаланін

G: Гліцин

H: Гістидин

L: Лейцин

M: Метіонін

N: Аспарагін

P: Пролін

Q: Глутамін

R: Аргінін

S: Серин

T: Треонін

V: Валін

W: Триптофан

Кодований геном білок за функцією належить до фосфопротеїнів. 
Локалізований у мембрані.